# Betakī
Betakī (persiska: بتکی) är en ort i Iran.   Den ligger i provinsen Lorestan, i den västra delen av landet, 400 km sydväst om huvudstaden Teheran. Betakī ligger 1 589 meter över havet och antalet invånare är 357.
Terrängen runt Betakī är varierad.Runt Betakī är det ganska tätbefolkat, med 72 invånare per kvadratkilometer. Närmaste större samhälle är Aleshtar, 7,1 km öster om Betakī. Trakten runt Betakī består till största delen av jordbruksmark.